# 162 (liczba)
162 (sto sześćdziesiąt dwa) – liczba naturalna następująca po 161 i poprzedzająca 163.

## W matematyce
- 162 jest liczbą Harshada[1]
- 162 jest liczbą praktyczną[2]
- 162 jest palindromem liczbowym, czyli może być czytana w obu kierunkach, w pozycyjnym systemie liczbowym o bazie 8 (242)
- 162 należy do czterech trójek pitagorejskich (162, 216, 270), (162, 720, 738), (162, 2184, 2190), (162, 6560, 6562).

## W nauce
- liczba atomowa unhexbium (niezsyntetyzowany pierwiastek chemiczny)
- galaktyka NGC 162
- planetoida (162) Laurentia
- kometa krótkookresowa 162P/Siding Spring

## W kalendarzu
162. dniem w roku jest 11 czerwca (w latach przestępnych jest to 10 czerwca). Zobacz też co wydarzyło się w roku 162, oraz w roku 162 p.n.e.